# José Maria Pimentel
José Maria Pimentel (Luanda, 23 de junio de 1956) es un escritor e ilustrador  luso-angolano creador del famoso personaje de RTP1 Vitinho.

## Obras
- Levante 1487 – A Vã Glória de João Álvares, 2010
- O Grande Livro do Vitinho, 2017
- Vitinho– Um dia eu vou ser grande!, 2017
- Vitinho – É a dormir que se cresce!, 2017
- Vitinho – Perigo! Zona de Acidentes!, 2018